# 漂敏登
漂敏登（1969年4月13日—）是缅甸的政治人物，现任仰光省省长。

## 生平
1969年4月13日，漂敏登生於缅甸仰光，家中排行老么。他曾在仰光大学就讀，但未能於該校毕业。
2016年3月30日，漂敏登接替敏瑞，就任仰光省省长一職。
2021年2月1日，緬甸爆發政變，作為全國民主聯盟成員的漂敏登遭到缅甸国防军逮捕。短暫獲釋後於2月7日再度被扣押。